# Ilja Bjakin
Ilja Bjakin, född 2 februari 1963 i Jekaterinburg, Ryssland, är en rysk före detta professionell ishockeyspelare (back).
I Sverige har han spelat för Malmö Redhawks åren 1995-1997.